# اسکله جلاد
اسکله جلاد (انگلیسی: Hangman's Wharf) فیلمی در ژانر جنایی به کارگردانی سیسیل اچ. ویلیامسون است که در سال ۱۹۵۰ منتشر شد.